# Мулини-Филатојо (Комо)
Мулини-Филатојо је насеље у Италији у округу Комо, региону Ломбардија.
Према процени из 2011. у насељу је живело 69 становника. Насеље се налази на надморској висини од 302 м.